# Șoldănești
Șoldănești város Moldovában.

## Története
A város Șoldănești-i járás központja. Nevét egy Șoldan (Alexandru Voievod Petru Șoldan) nevű fiatal bojárról kapta egy 1411. szeptember 22-i okmány szerint. A Șoldănești család Moldova egyik legrégebbi családja volt.
1835-ben Șoldănești-nek 304 lakosa volt. Az 1868-as agrárreform után 68 paraszti háztartást számoltak össze a helységben. A 19. század végén a vasút megépítésével Șoldănești-ben a gazdasági élet is fejlődésnek indult. A 20. század elején az első ipari létesítmények: gőzmalom, mészgyár stb. is megjelentek a helységben.
1927-ben megkezdte működését a helységben a dohánygyár is, amely 1986-ban a maximális termelési mennyiséget is elérte - több mint 15 ezer tonna erjesztett dohány került ki innen. A település 1980 novemberében kapta meg a kisvárosi (város jellegű település) státuszt. 
1985-től 1988-ig a város és a járás Konsztantyin Usztyinovics Csernyenko nevét viselte.
Az 1990–1992-es évektől kezdve a település lakossága adománygyűjtés révén hozzájárult a templom javításához is. Petru Ion Gojan a templomkertben plébániaházat és csempével burkolt gyönyörű szökőkutat is épített.